# Story (magazin)
A Story egy 1998-ban alapított, Magyarországon megjelent bulvár jellegű hetilap.

## Története
Főszerkesztőjévé Ómolnár Miklóst választották, s ugyanahhoz a holland cégcsoporthoz (VNU) tartozott, ahová az Ifjúsági Magazin is (2001-től egy finn cég vásárolta fel a kiadót, és innentől Sanoma lett a neve).
A Story igazi sikertörténet volt: már indulásakor kb. 200 ezer példányt adtak el belőle hetente, az ezredfordulóra meg már 400 ezer körül járt a példányszáma. Egyik leggyakoribb szereplője Zámbó Jimmy volt, akivel még életében komoly példányszámokat értek el, a lap történetének legnagyobb, csaknem 500 ezres eladásszáma pedig az énekes 2001-es halálához köthető. Habár a lap példányszáma ezután már hanyatlásnak indult, Ómolnár mégis megtartotta lapját nyereségesnek.
2014-ben Varga Zoltán vállalkozó megvette a Sanomát, és a cég neve Central Médiacsoport Zrt.-re változott. Ómolnár Miklós ekkor ismeretlen okok miatt távozott a lap éléről.